# د ویز
گروه د ویز (The Ways) یک گروه راک ایرانی است که فعالیت خود را از سال ۱۳۸۲ در شهر مشهد آغاز کرد و با آلبوم «استرس» و تک آهنگهای «قصه زیرزمین» و «شال» به شهرت رسید. اعضای گروه در شروع فعالیت کاوه آفاق، علیرضا پوررضا، حامد قناد و ایمان محمدی بودند. در سال ۱۳۹۱ پدرام آزاد پیانیست و تنظیم کننده به گروه پیوست و در سال ۱۳۹۲ کاوه آفاق از گروه جدا شد. پس از این تغییرات، آلبوم «لحظه برهنه» و تک آهنگ‌هایی همچون «قاصدک»، «تاوان»، «زمزمه»، «ریخت و پاش»، «شاخ به شاخ» از گروه دویز منتشر شده‌است.

## اعضای گروه
اعضای فعلی
- حامد قناد: خواننده، آهنگساز، گیتار باس، گیتار الکتریک و گیتار آکوستیک
- علیرضا پوررضا: آهنگساز، ترانه‌سرا، تنظیم کننده، نوازنده گیتار باس، پیانو و ساکسیفون
- ایمان محمدی: درامز، ترانه‌سرا
- پدرام آزاد (پدرام بخت‌آزاد): خواننده، آهنگساز، تنظیم کننده و نوازنده پیانو

اعضای پیشین
- کاوه آفاق: خواننده، آهنگساز، ترانه‌سرا، تنظیم کننده، نوازنده گیتار الکتریک و گیتار آکوستیک (جدایی در سال ۱۳۹۲)

## آلبوم‌ها

### استرس (۲۰۱۰)
1. کابوس (بی‌کلام)
2. خواب بازی
3. بن‌بست
4. صبح ظهر شب
5. سوت و کور
6. برنده‌های فردا
7. شهر من کو؟
8. تهران
9. اتاق آبی
10. لمپن پارتی
11. مرگ شاعر

### لحظهٔ برهنه (۲۰۱۷)
1. آفتاب
2. آسمونه آذر
3. قاصدک
4. قطار
5. خاک خاطره
6. لحظهٔ برهنه
7. مبارز
8. نقاشی
9. پرسه
10. سراب
11. سرگیجه
12. وهم
13. زندگی ماشینی

## تک آهنگ‌های گروه
- شال
- بیگانه
- Wings Of Fantasy
- عشق بازی
- عبور
- زمین
- کلنجار
- قاصدک
- گمشده
- دیوار
- تاوان
- ریخت و پاش
- حباب
- بی‌کران
- زمزمه
- دختر کبریت فروش
- فوق‌العاده
- آینه‌ها
- دلتنگی

## همکاری‌ها
- قصهٔ زیرزمین (به همراه یاس، اروین خاچیکیان، آراد آریا و آرین نائینی)
- شاخ به شاخ (به همراه صادق)
- آینه‌ها (به همراه رعنا فرحان)